# Evroliga 2004-05
V Sezoni 2004-2005 Evrolige je sodelovalo 24 klubov iz trinajstih držav. Naslov prvaka je osvojil košarkarski klub Maccabi Tel Aviv, ki je v finalu premagal TAU Cerámico.

## Redna sezona
|  | Klub napreduje  |
|  | Klub je izločen |

### Skupina A
|    | Klub               | Tek | Z  | P  | DK   | PK    | Raz  |
| -- | ------------------ | --- | -- | -- | ---- | ----- | ---- |
| 1. | Climamio Bologna   | 14  | 12 | 2  | 1199 | 11036 | 96   |
| 2. | Efes Pilsen        | 14  | 12 | 2  | 1080 | 934   | 145  |
| 3. | Cibona Zagreb      | 14  | 8  | 6  | 1172 | 1037  | 47   |
| 4. | Real Madrid        | 14  | 7  | 7  | 1056 | 1020  | 36   |
| 5. | Prokom Trefl Sopot | 14  | 7  | 7  | 981  | 1028  | -47  |
| 6. | Estudiantes Madrid | 14  | 4  | 10 | 1074 | 1109  | -35  |
| 7. | Olympiacos         | 14  | 4  | 10 | 1017 | 1144  | -127 |
| 8. | Partizan Beograd   | 14  | 2  | 12 | 1030 | 1146  | -116 |

### Skupina B
|    | Klub               | Tek | Z  | P  | DK   | PK   | Raz  |
| -- | ------------------ | --- | -- | -- | ---- | ---- | ---- |
| 1. | Maccabi Tel Aviv   | 14  | 10 | 4  | 1324 | 1189 | 135  |
| 2. | FC Barcelona       | 14  | 9  | 5  | 1071 | 1045 | 26   |
| 3. | Žalgiris Kaunas    | 14  | 8  | 6  | 1185 | 1180 | 5    |
| 4. | AEK Athens         | 14  | 7  | 7  | 1102 | 1106 | -4   |
| 5. | Montepaschi Siena  | 14  | 7  | 7  | 1105 | 1049 | 56   |
| 6. | Scavolini Pesaro   | 14  | 7  | 7  | 1116 | 1168 | -52  |
| 7. | Union Olimpija     | 14  | 6  | 8  | 1040 | 1058 | -18  |
| 8. | ASVEL Villeurbanne | 14  | 2  | 12 | 973  | 1121 | -148 |

### Skupina C
|    | Klub                | Tek | Z  | P  | DK   | PK   | Raz  |
| -- | ------------------- | --- | -- | -- | ---- | ---- | ---- |
| 1. | CSKA Moscow         | 14  | 14 | 0  | 1191 | 1074 | 117  |
| 2. | Panathinaikos       | 14  | 8  | 6  | 1126 | 1061 | 65   |
| 3. | Benneton Treviso    | 14  | 8  | 6  | 1039 | 986  | 53   |
| 4. | Ülker Istanbul      | 14  | 7  | 7  | 1030 | 987  | 43   |
| 5. | TAU Cerámica        | 14  | 6  | 8  | 1149 | 1146 | 3    |
| 6. | Unicaja Málaga      | 14  | 6  | 8  | 1030 | 1024 | 6    |
| 7. | Frankfurt Skyliners | 14  | 4  | 10 | 996  | 1137 | -141 |
| 8. | Pau-Orthez          | 14  | 3  | 11 | 1070 | 1216 | -146 |

## Top 16
|  | Klub napreduje  |
|  | Klub je izločen |

### Skupina D
|    | Klub              | Tek | Z | P | DK  | PK  | Raz |
| -- | ----------------- | --- | - | - | --- | --- | --- |
| 1. | Maccabi Tel Aviv  | 6   | 6 | 0 | 513 | 427 | +86 |
| 2. | Ülker Istanbul    | 6   | 3 | 3 | 434 | 469 | -35 |
| 3. | Montepaschi Siena | 6   | 2 | 4 | 470 | 462 | +8  |
| 4. | Cibona Zagreb     | 6   | 1 | 5 | 430 | 489 | -59 |

### Skupina E
|    | Klub             | Tek | Z | P | DK  | PK  | Raz |
| -- | ---------------- | --- | - | - | --- | --- | --- |
| 1. | CSKA Moscow      | 6   | 5 | 1 | 515 | 450 | +65 |
| 2. | Scavolini Pesaro | 6   | 3 | 3 | 467 | 492 | -25 |
| 3. | FC Barcelona     | 6   | 2 | 4 | 463 | 478 | -15 |
| 4. | Real Madrid      | 6   | 2 | 4 | 477 | 502 | -25 |

### Skupina F
|    | Klub                 | Tek | Z | P | DK  | PK  | Raz |
| -- | -------------------- | --- | - | - | --- | --- | --- |
| 1. | Panathinaikos Athens | 6   | 4 | 2 | 480 | 450 | +30 |
| 2. | TAU Cerámica         | 6   | 4 | 2 | 526 | 483 | +43 |
| 3. | Climamio Bologna     | 6   | 4 | 2 | 471 | 479 | -8  |
| 4. | Žalgiris Kaunas      | 6   | 0 | 6 | 457 | 522 | -65 |

### Skupina G
|    | Klub               | Tek | Z | P | DK  | PK  | Raz  |
| -- | ------------------ | --- | - | - | --- | --- | ---- |
| 1. | Benneton Treviso   | 6   | 4 | 2 | 447 | 385 | +62  |
| 2. | Efes Pilsen        | 6   | 4 | 2 | 424 | 377 | +47  |
| 3. | AEK Athens         | 6   | 4 | 2 | 436 | 427 | +9   |
| 4. | Prokom Trefl Sopot | 6   | 0 | 6 | 387 | 505 | -118 |

## Četrtfinale

### Četrtfinale 1
|         | Dom. ekipa       | Rezultat  | Gost. ekipa      | Prizorišče | Datum         |
| ------- | ---------------- | --------- | ---------------- | ---------- | ------------- |
| Tekma 1 | Maccabi Tel Aviv | 88 - 60   | Scavolini Pesaro | Tel Aviv   | 5. april 2005 |
| Tekma 2 | Scavolini Pesaro | 100 - 103 | Maccabi Tel Aviv | Pesaro     | 7. april 2005 |

### Četrtfinale 2
|         | Dom. ekipa     | Rezultat | Gost. ekipa    | Prizorišče | Datum         |
| ------- | -------------- | -------- | -------------- | ---------- | ------------- |
| Tekma 1 | CSKA Moscow    | 88 - 74  | Ülker Istanbul | Moskva     | 5. april 2005 |
| Tekma 2 | Ülker Istanbul | 64 - 82  | CSKA Moscow    | Carigrad   | 7. april 2005 |

### Četrtfinale 3
|         | Dom. ekipa    | Rezultat | Gost. ekipa   | Prizorišče | Datum          |
| ------- | ------------- | -------- | ------------- | ---------- | -------------- |
| Tekma 1 | Panathinaikos | 102 - 96 | Efes Pilsen   | Atene      | 6. april 2005  |
| Tekma 2 | Efes Pilsen   | 75 - 63  | Panathinaikos | Carigrad   | 8. april 2005  |
| Tekma 3 | Panathinaikos | 84 - 76  | Efes Pilsen   | Atene      | 14. april 2005 |

### Četrtfinale 4
|         | Dom. ekipa       | Rezultat | Gost. ekipa      | Prizorišče      | Datum         |
| ------- | ---------------- | -------- | ---------------- | --------------- | ------------- |
| Tekma 1 | Benetton Treviso | 59 - 98  | TAU Cerámica     | Treviso         | 5. april 2005 |
| Tekma 2 | TAU Cerámica     | 66 - 64  | Benetton Treviso | Vitoria-Gasteiz | 7. april 2005 |

## Final Four

### Polfinala

#### Polfinale 1
|  | Maccabi Tel Aviv | 91 – 82 | Panathinaikos | Olimpiisky Arena, Moskva | 6. maj 2005 |

#### Polfinale 2
|  | CSKA Moscow | 78 – 85 | TAU Cerámica | Olimpiisky Arena, Moskva | 6. maj 2005 |

### Za tretje mesto
|  | CSKA Moscow | 91 – 94 | Panathinaikos | Olimpiisky Arena, Moskva | 8. maj 2005 |

### Finale
|  | Maccabi Tel Aviv | 90 – 78 | TAU Cerámica | Olimpiisky Arena, Moskva | 8. maj 2005 |

## Priznanja
Najkoristnejši igralec redne sezone
- Anthony Parker (Maccabi Tel Aviv)

Najkoristnejši igralec zaključnega turnirja
- Šarūnas Jasikevičius (Maccabi Tel Aviv)

Idealna peterka leta
- Šarūnas Jasikevičius (Maccabi Tel Aviv)
- Arvydas Macijauskas (TAU Cerámica)
- Anthony Parker (Maccabi Tel Aviv)
- David Andersen (CSKA Moskow)
- Nikola Vujčić (Maccabi Tel Aviv)

Najboljši mladi košarkar
- Erazem Lorbek (Climamio Bologna)

Najboljši branilec
- Dimitris Diamantidis (Panathinaikos)